# Nati l'11 febbraio
| Questa pagina contiene informazioni ricavate automaticamente dalle voci biografiche con l'ausilio del template Bio e di un bot. L'aggiornamento è periodico e automatico e ricostruisce completamente la pagina. Se manca una persona in questa lista, sei pregato di non aggiungerla, ma accertati piuttosto che la sua voce biografica contenga il template Bio e che i dati anagrafici siano correttamente compilati. Se il template Bio manca, inseriscilo tu stesso o, in alternativa, metti l'avviso {{tmp\|Bio}} che ne segnala la mancanza. Se i dati riportati sono sbagliati, correggi direttamente la voce biografica; le modifiche saranno visibili in questa lista entro pochi giorni. Per chiarimenti vedi il progetto biografie. La lista contiene solo le 1.240 persone che sono citate nell'enciclopedia e per le quali è stato implementato correttamente il template Bio. Pagina aggiornata al 17 ago 2025. |

## X secolo(1)
- 975 - Elia di Nisibi, vescovo cristiano orientale, scrittore e teologo siro († 1046)

## XI secolo(1)
- 1079 - Yejong di Goryeo, re coreano († 1122)

## XII secolo(1)
- 1118 - Norandino, condottiero turco († 1174)

## XIII secolo(1)
- 1261 - Ottone III di Baviera, nobile († 1312)

## XIV secolo(1)
- 1380 - Poggio Bracciolini, umanista e storico italiano († 1459)

## XV secolo(2)
- 1466 - Elisabetta di York, regina britannica († 1503)
- 1494 - Takeda Nobutora, militare giapponese († 1574)

## XVI secolo(6)
- 1507 - Filippo II, religioso russo († 1569)
- 1521 - Isabella Gonzaga di Bozzolo, nobildonna italiana († 1583)
- 1535 - Papa Gregorio XIV, papa, vescovo cattolico e cardinale italiano († 1591)
- 1543 - Francesco Pucci, filosofo e letterato italiano († 1597)
- 1568 - Honoré d'Urfé, scrittore francese († 1625)
- 1600 - Girolamo Fantini, trombettista e compositore italiano († 1675)

## XVII secolo(14)
- 1610 - Giuseppe Battista, poeta italiano († 1675)
- 1625 - Sigismondo III Gonzaga, nobile italiano († 1694)
- 1626 - Emilia d'Assia-Kassel, nobile tedesco († 1693)
- 1635 - Lorenzo Panciatichi, letterato italiano († 1676)
- 1638 - Remi-Casimir Oudin, monaco cristiano e bibliografo francese († 1717)
- 1651 - Giorgio Barni, vescovo cattolico italiano († 1731)
- 1651 - Anne Scott, I duchessa di Buccleuch, nobile scozzese († 1732)
- 1657 - Bernard le Bovier de Fontenelle, avvocato, scrittore e aforista francese († 1757)
- 1674 - Jean-Baptiste Du Halde, storico, sinologo e gesuita francese († 1743)
- 1675 - Johann Alexander Döderlein, archeologo, meteorologo e numismatico tedesco († 1745)
- 1675 - Giuseppe Groppelli, scultore italiano († 1735)
- 1682 - Johann Jacob Bach, musicista e compositore tedesco († 1722)
- 1695 - Françoise de Graffigny, scrittrice francese († 1758)
- 1699 - Bertrand-François Mahé de La Bourdonnais, militare e politico francese († 1753)

## XVIII secolo(43)
- 1701 - Carlo Lodi, pittore italiano († 1765)
- 1706 - Nils Rosen von Rosenstein, medico svedese († 1773)
- 1708 - Egidio Romualdo Duni, compositore italiano († 1775)
- 1708 - Ümmügülsüm Sultan, principessa ottomana († 1732)
- 1709 - William Courtenay, VII conte di Devon, nobile e politico inglese († 1762)
- 1713 - Diane Adélaïde de Mailly, francese († 1769)
- 1714 - Karl Wilhelm Finck von Finckenstein, diplomatico e politico prussiano († 1800)
- 1715 - Margaret Harley, nobildonna inglese († 1785)
- 1725 - Cristina Carlotta d'Assia-Kassel, nobile tedesca († 1782)
- 1725 - Louis Mandrin, brigante francese († 1755)
- 1728 - Anton Bachschmidt, compositore e violinista tedesco († 1797)
- 1728 - Carlo II Eugenio di Württemberg, nobile († 1793)
- 1740 - Pierre-Victor Malouet, politico francese († 1814)
- 1744 - Giovanni Ansani, tenore italiano († 1826)
- 1746 - Luis Paret, pittore spagnolo († 1799)
- 1752 - Giuseppe Zanoia, architetto e poeta italiano († 1817)
- 1755 - Albert Christoph Dies, pittore, compositore e biografo tedesco († 1822)
- 1755 - Nicolas-Antoine Taunay, pittore francese († 1830)
- 1757 - Charles César de Fay de La Tour-Maubourg, militare e politico francese († 1831)
- 1758 - Franz Ignaz von Streber, numismatico, vescovo cattolico e teologo tedesco († 1841)
- 1759 - Ernst von Gemmingen-Hornberg, compositore e nobile tedesco († 1813)
- 1759 - John Pratt, I marchese di Camden, nobile e politico inglese († 1840)
- 1764 - Carl Constantin Christian Haberle, botanico, meteorologo e farmacologo austriaco († 1832)
- 1766 - Henry Fourdrinier, imprenditore britannico († 1854)
- 1766 - Johann Jacob Paul Moldenhawer, botanico tedesco († 1827)
- 1768 - Carlo Barabino, architetto e urbanista italiano († 1835)
- 1768 - Luigi Fergola, disegnatore, pittore e incisore italiano († 1835)
- 1770 - Francesco Tanadei, scultore e ebanista svizzero († 1828)
- 1774 - Hans Järta, politico svedese († 1847)
- 1776 - Giovanni Capodistria, politico e diplomatico greco († 1831)
- 1780 - Karoline von Günderrode, scrittrice tedesca († 1806)
- 1781 - Philipp Bruch, farmacista e botanico tedesco († 1847)
- 1788 - Antonio Agnelli, ingegnere e funzionario italiano († 1865)
- 1790 - Ignaz Assmayer, compositore austriaco († 1862)
- 1791 - Alessandro Mavrocordato, politico greco († 1865)
- 1791 - Louis Visconti, architetto e disegnatore francese († 1853)
- 1794 - Karl Proske, musicologo tedesco († 1861)
- 1794 - Gustav Friedrich Waagen, storico dell'arte tedesco († 1868)
- 1796 - Giovanni Pacini, compositore italiano († 1867)
- 1797 - Richard Temple-Nugent-Brydges-Chandos-Grenville, II duca di Buckingham e Chandos, politico britannico († 1861)
- 1799 - Édouard Cibot, pittore francese († 1877)
- 1799 - Basile Moreau, presbitero francese († 1873)
- 1800 - William Fox Talbot, inventore e fotografo inglese († 1877)

## XIX secolo(173)
- 1802 - Lydia Maria Child, scrittrice statunitense († 1880)
- 1803 - Beatrice di Pian degli Ontani, poetessa italiana († 1885)
- 1804 - Gaetano Gallino, pittore italiano († 1884)
- 1804 - Alessandro Negri di Sanfront, ufficiale e politico italiano († 1884)
- 1806 - Flora Hastings, nobildonna britannica († 1839)
- 1808 - Pëtr Vasil'evič Kireevskij, scrittore russo († 1856)
- 1811 - Benjamin Franklin Sands, ammiraglio statunitense († 1883)
- 1811 - László Teleki, politico e scrittore ungherese († 1861)
- 1812 - Francis Seymour-Conway, V marchese di Hertford, politico britannico († 1884)
- 1812 - Alexander Hamilton Stephens, politico statunitense († 1883)
- 1814 - Raffaele Gagliardi, vescovo cattolico, teologo e letterato italiano († 1880)
- 1815 - Leopoldo Dorucci, politico e religioso italiano († 1888)
- 1815 - Harriet Jacobs, scrittrice statunitense († 1897)
- 1818 - Giacomo Franco, architetto italiano († 1895)
- 1819 - Domenico Bolognese, poeta, drammaturgo e librettista italiano († 1881)
- 1819 - Samuel Parkman Tuckerman, compositore statunitense († 1890)
- 1820 - Dominique Pierrat, naturalista e ornitologo francese († 1893)
- 1821 - Hermann Allmers, scrittore tedesco († 1902)
- 1821 - Jules Cazot, politico e magistrato francese († 1912)
- 1821 - Auguste Mariette, egittologo francese († 1881)
- 1821 - Luigi Zini, prefetto, magistrato e politico italiano († 1894)
- 1825 - Angelo Guillichini, politico italiano († 1893)
- 1825 - Tammar Luxoro, pittore italiano († 1899)
- 1828 - Placido Balegno di Carpeneto, generale italiano († 1881)
- 1828 - Emily Mary Osborn, pittrice britannica († 1925)
- 1829 - Macedonio Pinelli, patriota italiano († 1886)
- 1830 - Peter Arnold Heise, compositore danese († 1879)
- 1830 - Hans Bronsart von Schellendorff, compositore e direttore d'orchestra tedesco († 1913)
- 1832 - Luigi Suñer, commediografo italiano († 1909)
- 1833 - Melville Weston Fuller, politico, avvocato e giurista statunitense († 1910)
- 1834 - Luigi Sanminiatelli Zabarella, giurista e politico italiano († 1879)
- 1835 - Henry Eliot, V conte di St. Germans, nobile inglese († 1911)
- 1836 - Thomas Brassey, I conte Brassey, politico inglese († 1918)
- 1839 - Josiah Willard Gibbs, ingegnere, chimico e fisico statunitense († 1903)
- 1840 - Jonathan Jasper Wright, avvocato e magistrato statunitense († 1885)
- 1841 - Józef Brandt, pittore polacco († 1915)
- 1841 - Adolfo Farsari, fotografo italiano († 1898)
- 1841 - Domenico Milelli, poeta e scrittore italiano († 1905)
- 1842 - Erik Gustaf Boström, politico svedese († 1907)
- 1842 - Francesco Niola, arcivescovo cattolico italiano († 1920)
- 1842 - Antonio Ponsiglioni, economista e politico italiano († 1907)
- 1843 - Corrado Rizzone Tedeschi, politico italiano († 1932)
- 1844 - Giulio Pinchetti, poeta e giornalista italiano († 1870)
- 1845 - Ahmed Tevfik Pascià, politico ottomano († 1936)
- 1846 - Edward Villiers, V conte di Clarendon, nobile e politico inglese († 1914)
- 1847 - Vittorio Ecclesia, fotografo italiano († 1928)
- 1847 - Thomas Edison, inventore e imprenditore statunitense († 1931)
- 1847 - Albert Woolson, militare statunitense († 1956)
- 1848 - Alceste Campriani, pittore italiano († 1933)
- 1848 - Giovanni Emanuel, attore teatrale italiano († 1902)
- 1849 - Giuseppe Del Rosso, generale italiano († 1915)
- 1849 - Filadelfo Simi, pittore e scultore italiano († 1923)
- 1850 - Louis Archinard, generale francese († 1932)
- 1853 - Rinaldo Carnielo, scultore italiano († 1910)
- 1853 - Max Martersteig, attore teatrale, scrittore e direttore teatrale tedesco († 1926)
- 1854 - Adolf Gröber, politico e avvocato tedesco († 1919)
- 1855 - Ellen Day Hale, pittrice statunitense († 1940)
- 1855 - Erik Werenskiold, pittore e disegnatore norvegese († 1938)
- 1856 - Camillo Pistrucci, architetto italiano († 1927)
- 1858 - Antoni Julian Nowowiejski, arcivescovo cattolico polacco († 1941)
- 1858 - Carlo Vegezzi Bossi, organaro italiano († 1927)
- 1859 - Charles Jules Edmée Brongniart, entomologo e paleontologo francese († 1889)
- 1860 - Karl Denke, serial killer tedesco († 1924)
- 1860 - Rachilde, scrittrice francese († 1953)
- 1860 - Giulio Aristide Sartorio, pittore, scultore e scrittore italiano († 1932)
- 1863 - John Fitzgerald, politico statunitense († 1950)
- 1863 - Cornelius Osten, botanico tedesco († 1936)
- 1866 - Henry Meige, neurologo francese († 1940)
- 1869 - Else Lasker-Schüler, poetessa tedesca († 1945)
- 1871 - Scipione Borghese, nobile, viaggiatore e pilota automobilistico italiano († 1927)
- 1871 - Ulisse Nurzia, imprenditore e pasticcere italiano († 1956)
- 1872 - Mario Chiodo Grandi, pittore italiano († 1937)
- 1872 - Hannah Mitchell, attivista inglese († 1956)
- 1873 - Dmitrij Arakišvili, musicologo georgiano († 1953)
- 1873 - Georg Hirschfeld, scrittore tedesco († 1942)
- 1874 - Elsa Beskow, scrittrice e illustratrice svedese († 1953)
- 1875 - Étienne-Auguste Krier, pittore francese († 1953)
- 1876 - Louis-Joseph-Marie Auneau, missionario e vescovo cattolico francese († 1959)
- 1876 - Harold Gilman, pittore inglese († 1919)
- 1876 - Léon Huybrechts, velista belga († 1956)
- 1876 - Eugénie Joubert, religiosa francese († 1904)
- 1876 - Olinto Marinelli, geografo italiano († 1926)
- 1876 - Auguste Michant, pallanuotista belga
- 1877 - Vincenzo De Angelis, medico, politico e poeta italiano († 1945)
- 1877 - Milan Ogrizović, drammaturgo e scrittore croato († 1923)
- 1878 - Peder Lykkeberg, nuotatore danese († 1944)
- 1878 - Étienne Balsan, giocatore di polo francese († 1953)
- 1879 - Jean Gilbert, compositore tedesco († 1942)
- 1879 - Nils Persson, velista svedese († 1941)
- 1880 - Ioan Bălan, vescovo cattolico rumeno († 1959)
- 1880 - Giovanni Poggi, storico e museologo italiano († 1961)
- 1880 - Sardar Singh, indiano († 1911)
- 1881 - Carlo Carrà, pittore italiano († 1966)
- 1881 - Emilio Salvi, politico italiano († 1954)
- 1881 - Marcel Vacherot, tennista francese († 1975)
- 1882 - Karl Meitinger, architetto tedesco († 1970)
- 1882 - Valli Valli, attrice teatrale inglese († 1927)
- 1883 - Grete Berger, attrice tedesca († 1944)
- 1883 - Alberto Crivelli, calciatore, allenatore di calcio e arbitro di calcio italiano († 1961)
- 1883 - Paul August von Klenau, compositore e direttore d'orchestra danese († 1946)
- 1883 - Kokei Kobayashi, pittore giapponese († 1957)
- 1883 - Umberto Mondino, generale italiano († 1964)
- 1884 - Robyn Adair, attore statunitense († 1965)
- 1884 - Joe Brown, attore statunitense († 1965)
- 1884 - Otto Hantschick, calciatore tedesco († 1960)
- 1884 - Andrés Martínez Trueba, chimico e politico uruguaiano († 1959)
- 1884 - Giulio Pasquali, violista italiano († 1965)
- 1884 - Armando Pescatori, generale italiano († 1957)
- 1884 - Amelie Posse, scrittrice, giornalista e pianista svedese († 1957)
- 1884 - Aldo Vecchini, avvocato, militare e politico italiano († 1946)
- 1884 - Gustav Anton von Wietersheim, generale tedesco († 1974)
- 1885 - Wenceslao Fernández Flórez, scrittore e giornalista spagnolo († 1964)
- 1885 - Alma Hinding, attrice danese († 1981)
- 1886 - Corrado Padovani, pittore e storico dell'arte italiano († 1947)
- 1886 - Raymond B. West, regista statunitense († 1923)
- 1886 - Mayy Ziyade, scrittrice e poetessa libanese († 1941)
- 1887 - Antonio Barone, militare italiano († 1909)
- 1887 - Henry Kent Hewitt, ammiraglio statunitense († 1972)
- 1887 - Ivan Šadr, scultore russo († 1941)
- 1887 - Louis Persinger, violinista e insegnante statunitense († 1966)
- 1888 - Virgilia D'Andrea, anarchica e poetessa italiana († 1933)
- 1888 - Guy Coburn Robson, zoologo britannico († 1945)
- 1888 - Hanns Schwarz, regista tedesco († 1945)
- 1889 - Rudolf Bauer, pittore tedesco († 1953)
- 1889 - Carl Krebs, ginnasta danese († 1971)
- 1889 - George Spahn, allevatore statunitense († 1974)
- 1890 - Anton Giulio Bragaglia, regista, critico cinematografico e saggista italiano († 1960)
- 1890 - Jan de Vries, filologo, lessicografo e storico delle religioni olandese († 1964)
- 1891 - Antonio Melandri, tenore italiano († 1970)
- 1891 - Harry Neumann, direttore della fotografia statunitense († 1971)
- 1892 - Vera Esbøll, attrice danese († 1936)
- 1892 - Mario Gorlier, generale italiano († 1956)
- 1892 - Aldo Manna, politico italiano
- 1893 - Osiride Brovedani, imprenditore e filantropo italiano († 1970)
- 1893 - Vincenzo Chiola, politico italiano († 1964)
- 1893 - Natalia Mola, pittrice italiana († 1981)
- 1893 - Nan Shepherd, scrittrice e poetessa scozzese († 1981)
- 1894 - Vitalij Valentinovič Bianki, scrittore e naturalista sovietico († 1959)
- 1894 - Leone Osvaldo Girolami, ingegnere e politico italiano († 1951)
- 1894 - Harry Hoppe, generale tedesco († 1969)
- 1894 - Pasquale Prestisimone, generale e politico italiano († 1958)
- 1895 - Carl Clemens Bücker, aviatore, progettista e imprenditore tedesco († 1976)
- 1895 - Antonio Cattalinich, canottiere italiano († 1981)
- 1895 - Maurice Cottenet, allenatore di calcio e calciatore francese († 1972)
- 1895 - Louis-Séverin Haller, abate e vescovo cattolico svizzero († 1987)
- 1896 - Raffaele Bensi, presbitero italiano († 1985)
- 1896 - Józef Kałuża, allenatore di calcio e calciatore polacco († 1944)
- 1896 - Gunnar Lindström, giavellottista svedese († 1951)
- 1896 - Piero Operti, storico italiano († 1975)
- 1896 - Salvatore Perfetti, militare italiano († 1917)
- 1896 - Aron Pollitz, calciatore svizzero († 1977)
- 1896 - Agide Simonazzi, velocista e mezzofondista italiano († 1951)
- 1896 - Raffaele Stasi, militare italiano († 1917)
- 1896 - Bonaventura Tecchi, scrittore e germanista italiano († 1968)
- 1896 - Giovanni Zambotto, calciatore italiano († 1977)
- 1897 - Colgate Whitehead Darden, politico statunitense († 1981)
- 1897 - Abram Solomonovič Gurvič, compositore di scacchi sovietico († 1962)
- 1897 - Jan Paulin, calciatore cecoslovacco († 1978)
- 1897 - Emil Leon Post, matematico e logico statunitense († 1954)
- 1897 - Denis Verschueren, ciclista su strada e pistard belga († 1954)
- 1898 - Vincenzo Bianco, politico, antifascista e giornalista italiano († 1980)
- 1898 - Édouard Candeveau, canottiere svizzero († 1989)
- 1898 - Émile Pelletier, politico e funzionario francese († 1975)
- 1898 - Pat Spence, tennista sudafricano († 1983)
- 1898 - Leó Szilárd, fisico, inventore e scrittore ungherese († 1964)
- 1899 - Aleksandr Nikolaevič Andrievskij, regista cinematografico sovietico († 1983)
- 1899 - Stanis Ruinas, giornalista e scrittore italiano († 1984)
- 1899 - Edith Schlüssel, montatrice danese († 1981)
- 1900 - Wobbe Alkema, pittore olandese († 1984)
- 1900 - Hans-Georg Gadamer, filosofo tedesco († 2002)
- 1900 - Olindo Galli, politico, calciatore e allenatore di calcio italiano († 1983)
- 1900 - Johann Klima, calciatore austriaco († 1946)
- 1900 - Jōsei Toda, educatore, editore e attivista giapponese († 1958)

## XX secolo(963)
- 1901 - Alex Ireland, pugile britannico († 1966)
- 1901 - Ștefan Ströck, calciatore rumeno († 1991)
- 1902 - Jan Hartong, compositore di scacchi olandese († 1987)
- 1902 - Arne Jacobsen, architetto e designer danese († 1971)
- 1902 - Ljubov' Petrovna Orlova, attrice, cantante e musicista sovietica († 1975)
- 1902 - Ignaz Sigl, calciatore austriaco († 1986)
- 1902 - Fernando Tassi, calciatore italiano († 1947)
- 1903 - Rex Lease, attore statunitense († 1966)
- 1903 - Irène Némirovsky, scrittrice francese († 1942)
- 1904 - Francesco Cantuti Castelvetri, militare e economista italiano († 1979)
- 1904 - Keith Holyoake, politico neozelandese († 1983)
- 1904 - Henry Labouisse, diplomatico statunitense († 1987)
- 1904 - José Oliveira, compositore, polistrumentista e doppiatore brasiliano († 1987)
- 1904 - Lucile Randon, religiosa e supercentenaria francese († 2023)
- 1904 - Marta Renucci, giornalista francese († 1997)
- 1904 - Pah Wongso, attivista, attore e educatore indonesiano († 1975)
- 1905 - Roberto Berthoud, partigiano italiano († 1945)
- 1905 - Zdeněk Burian, pittore e illustratore ceco († 1981)
- 1905 - Rodolfo Choperena, cestista messicano († 1969)
- 1905 - Galina Kravčenko, attrice sovietica († 1996)
- 1905 - Bratko Kreft, scrittore sloveno († 1996)
- 1905 - Josef Maloun, calciatore cecoslovacco († 1972)
- 1906 - Yves Baudrier, compositore francese († 1988)
- 1906 - Emilio Giassetti, cestista e allenatore di pallacanestro italiano († 1957)
- 1906 - Sándor Gözsy, schermidore ungherese († 1970)
- 1907 - Anita Garvin, attrice statunitense († 1994)
- 1907 - Käthe Gold, attrice austriaca († 1997)
- 1907 - Vezio Mezzetti, aviatore e ufficiale italiano († 1941)
- 1908 - Tevis Clyde Smith, storico e scrittore statunitense († 1984)
- 1908 - Philip Dunne, regista e sceneggiatore statunitense († 1992)
- 1908 - Ernest Vivian Fuchs, esploratore britannico († 1999)
- 1908 - Pierre Hornus, calciatore francese († 1995)
- 1908 - José Salinas, fumettista argentino († 1985)
- 1908 - Hiram Sherman, attore, cantante e commediografo statunitense († 1989)
- 1908 - Ernst Steinhoff, ingegnere, aviatore e ufficiale tedesco († 1987)
- 1909 - Paul Arnold, storico, giudice e scrittore francese († 1992)
- 1909 - Max Baer, pugile e attore statunitense († 1959)
- 1909 - Claude Chevalley, matematico francese († 1984)
- 1909 - Al Eugster, animatore, scrittore e regista statunitense († 1997)
- 1909 - Jean Gautheroux, calciatore francese († 1986)
- 1909 - Joseph L. Mankiewicz, regista, sceneggiatore e produttore cinematografico statunitense († 1993)
- 1909 - Luciano Neroni, basso italiano († 1951)
- 1909 - Gustave Singier, pittore, incisore e decoratore belga († 1984)
- 1909 - Hans Tibulski, calciatore tedesco († 1976)
- 1909 - Géza Toldi, calciatore e allenatore di calcio ungherese († 1985)
- 1909 - Saturnino de la Fuente García, supercentenario spagnolo († 2022)
- 1909 - João Santos, calciatore portoghese
- 1910 - Georges Beuchat, inventore e imprenditore francese († 1991)
- 1910 - Cesare Blondet, calciatore italiano († 1993)
- 1910 - Filippo Prato, allenatore di calcio e calciatore italiano († 1980)
- 1911 - Nathan Adler, psicoanalista statunitense († 1994)
- 1911 - Harvey Eisenberg, animatore e fumettista statunitense († 1965)
- 1911 - Luigi Salvini, slavista, critico letterario e traduttore italiano († 1957)
- 1911 - Carl Keenan Seyfert, astronomo statunitense († 1960)
- 1912 - Juan Carlos Aramburu, cardinale e arcivescovo cattolico argentino († 2004)
- 1912 - Robert Braet, calciatore belga († 1987)
- 1912 - Rodolfo Brondi, calciatore e allenatore di calcio italiano
- 1912 - Rudolf Firkušný, pianista ceco († 1994)
- 1912 - Jindřich Kakos, schermidore cecoslovacco († 1971)
- 1912 - Simón Lecue, calciatore spagnolo († 1984)
- 1912 - Rudolf Stahl, pallamanista tedesco († 1984)
- 1913 - Masaji Kiyokawa, nuotatore giapponese († 1999)
- 1913 - Evgenij Umnov, compositore di scacchi russo († 1989)
- 1913 - Romano Vio, scultore italiano († 1984)
- 1914 - Luigi Durand de la Penne, ammiraglio e politico italiano († 1992)
- 1914 - Hans Hermann Junge, militare tedesco († 1944)
- 1914 - Alfredo Sforzini, militare e partigiano italiano († 1943)
- 1914 - Azio Vellani, calciatore italiano († 1949)
- 1914 - Josh White, cantante, cantautore e chitarrista statunitense († 1969)
- 1915 - Abele Ambrosini, militare italiano († 1943)
- 1915 - Herbert Haag, teologo e presbitero svizzero († 2001)
- 1915 - Richard Hamming, matematico statunitense († 1998)
- 1915 - Patrick Leigh Fermor, scrittore e viaggiatore britannico († 2011)
- 1915 - Marie Mounib, attrice egiziana († 1969)
- 1915 - Pietro Pandiani, partigiano e militare italiano († 1972)
- 1915 - Pat Welsh, attrice statunitense († 1995)
- 1916 - Flavio Bertelli, scrittore italiano († 1983)
- 1916 - Olivo Maronese, militare italiano († 1943)
- 1916 - Dionys Mascolo, saggista e partigiano francese († 1997)
- 1916 - Walter Newman, sceneggiatore statunitense († 1993)
- 1916 - Seweryna Szmaglewska, scrittrice polacca († 1992)
- 1917 - Giuseppe De Santis, regista, sceneggiatore e critico cinematografico italiano († 1997)
- 1917 - Bernard Destremau, tennista, diplomatico e politico francese († 2002)
- 1917 - Jack Neale, calciatore inglese († 1977)
- 1917 - Sidney Sheldon, scrittore, sceneggiatore e regista statunitense († 2007)
- 1918 - Andrew Donald Booth, ingegnere, fisico e informatico britannico († 2009)
- 1918 - Anne Stine Ingstad, archeologa norvegese († 1997)
- 1919 - Ángel Acuña, cestista messicano († 1997)
- 1919 - Alfredo Fogel, calciatore argentino († 1991)
- 1919 - Gretchen Fraser, sciatrice alpina e allenatrice di sci alpino statunitense († 1994)
- 1919 - Eva Gabor, attrice e doppiatrice ungherese († 1995)
- 1920 - Fred Basolo, chimico statunitense († 2007)
- 1920 - Fārūq I d'Egitto, sovrano e socialite egiziano († 1965)
- 1920 - Voltolino Fontani, pittore italiano († 1976)
- 1920 - Daniel F. Galouye, scrittore di fantascienza statunitense († 1976)
- 1920 - Frumenzio Ghetta, presbitero, storico e letterato italiano († 2014)
- 1920 - Billy Halop, attore statunitense († 1976)
- 1920 - Bruno Lepre, politico italiano († 2006)
- 1920 - Ernst Specker, matematico svizzero († 2011)
- 1921 - Lloyd Bentsen, politico statunitense († 2006)
- 1921 - Ilse Keydel, schermitrice tedesca († 2003)
- 1921 - Livio Linzi, calciatore italiano († 1977)
- 1921 - Corinne Luchaire, attrice francese († 1950)
- 1921 - Alphonse Massamba-Débat, politico della Repubblica del Congo († 1977)
- 1921 - Ottavio Missoni, stilista, ostacolista e velocista italiano († 2013)
- 1921 - Antony Padiyara, cardinale indiano († 2000)
- 1921 - Marco Pellegri, architetto, giornalista e storico dell'arte italiano († 2014)
- 1921 - Livio Pentimalli, militare italiano († 1942)
- 1921 - Gianna Preda, giornalista e sceneggiatrice italiana († 1981)
- 1922 - Giovanni Barbareschi, presbitero, partigiano e antifascista italiano († 2018)
- 1922 - Concetta Barra, cantante e attrice italiana († 1993)
- 1922 - Cesare Bensi, politico italiano († 1986)
- 1922 - Gino Cerrito, storico italiano († 1982)
- 1922 - Tullio Oss Emer, pittore, illustratore e scenografo italiano († 2004)
- 1922 - Lee Robbins, cestista statunitense († 1968)
- 1922 - Ernesto Segura de Luna, dirigente sportivo e avvocato spagnolo († 2008)
- 1922 - Piera Sonnino, scrittrice e superstite dell'Olocausto italiana († 1999)
- 1923 - Ivo Barbini, politico e partigiano italiano († 2001)
- 1923 - Antony Flew, filosofo britannico († 2010)
- 1923 - Edoardo Martini, militare italiano († 1967)
- 1923 - Mohamed el-Rashidi, cestista egiziano († 2003)
- 1924 - Francesco Alberti, calciatore italiano
- 1924 - Mario Gestri, ciclista su strada italiano († 1953)
- 1924 - Henryk Janduda, calciatore polacco († 2008)
- 1924 - Jeannou Lacaze, generale e politico francese († 2005)
- 1924 - Vladimír Pácl, fondista, rugbista a 15 e dirigente sportivo cecoslovacco († 2004)
- 1924 - Budge Patty, tennista statunitense († 2021)
- 1924 - Luigi Podda, scrittore italiano († 2009)
- 1924 - José Lázaro Robles, calciatore brasiliano († 1996)
- 1925 - George Avery, triplista australiano († 2006)
- 1925 - Horst Bollmann, attore tedesco († 2014)
- 1925 - Virginia E. Johnson, sessuologa statunitense († 2013)
- 1925 - Amparo Rivelles, attrice spagnola († 2013)
- 1925 - Kim Stanley, attrice statunitense († 2001)
- 1925 - Angelo Trentin, calciatore italiano († 2013)
- 1926 - Paul Bocuse, cuoco e gastronomo francese († 2018)
- 1926 - Angelo Fusco, giornalista, scrittore e regista italiano († 1985)
- 1926 - Alexander Gibson, direttore d'orchestra scozzese († 1995)
- 1926 - Leslie Nielsen, attore e comico canadese († 2010)
- 1926 - Giorgio Taddei, imprenditore italiano († 2004)
- 1926 - Roman Tmetuchl, imprenditore e politico palauano († 1999)
- 1927 - Ilse von Alpenheim, pianista austriaca
- 1927 - Pietro Bacchini, allenatore di calcio e calciatore italiano († 1988)
- 1927 - Dieter Eppler, attore tedesco († 2008)
- 1927 - Aleksej Nikolaevič Gorochov, violinista, direttore d'orchestra e docente sovietico († 1999)
- 1927 - Albano Harguindeguy, generale, politico e criminale argentino († 2012)
- 1927 - Inge Jens, letterata e giornalista tedesca († 2021)
- 1927 - Pere Portabella, regista, produttore cinematografico e sceneggiatore spagnolo
- 1927 - Lon Satton, attore statunitense († 2020)
- 1927 - Michel Sénéchal, tenore francese († 2018)
- 1928 - Angelo Boccardi, calciatore italiano († 2020)
- 1928 - Giulio Einaudi, arcivescovo cattolico italiano († 2017)
- 1928 - Dag Henriksen, calciatore norvegese († 1982)
- 1928 - Conrad Janis, musicista e attore statunitense († 2022)
- 1928 - Bernard de Lattre de Tassigny, ufficiale francese († 1951)
- 1928 - Guelfo Marcucci, imprenditore italiano († 2015)
- 1928 - Charles Rutherford, attore statunitense
- 1929 - Mario Luigi Columba, politico e ingegnere italiano († 2021)
- 1929 - Vittorio Ercoli, ex calciatore italiano
- 1929 - Francesco Forte, politico e economista italiano († 2022)
- 1929 - Maria Jatosti, curatrice editoriale, scrittrice e giornalista italiana
- 1929 - Franca Maj, attrice italiana
- 1929 - Elia Manara, politico e medico italiano († 2025)
- 1929 - Burhan Sargın, calciatore turco († 2023)
- 1930 - Flaminia Jandolo, attrice, doppiatrice e direttrice del doppiaggio italiana († 2019)
- 1930 - Renzo Mantero, medico e scrittore italiano († 2012)
- 1930 - Mary Quant, stilista, inventrice e imprenditrice britannica († 2023)
- 1930 - Leighton Durham Reynolds, filologo classico e latinista britannico († 1999)
- 1931 - Ludovico Boetti Villanis Audifredi, avvocato e politico italiano
- 1931 - Gianni Ferlenghi, ciclista su strada italiano († 2023)
- 1931 - Buz Lukens, politico statunitense († 2010)
- 1931 - Zoe Ann Olsen-Jensen, tuffatrice statunitense († 2017)
- 1932 - Germaine Ahidjo, politica e first lady camerunese († 2021)
- 1932 - Margit Carlqvist, attrice svedese
- 1932 - Carlyle Glean, politico grenadino († 2021)
- 1932 - Abbondio Marcelli, canottiere italiano († 2015)
- 1932 - Nanni Ricordi, produttore discografico e direttore artistico italiano († 2012)
- 1932 - Jurij Šljapin, pallanuotista sovietico († 2009)
- 1932 - Augusto Vegezzi, filosofo, saggista e insegnante italiano († 2022)
- 1932 - Aparicio Velázquez, cestista paraguaiano († 2022)
- 1933 - Roger Closset, schermidore francese († 2020)
- 1933 - Sigfrido Leschiutta, ingegnere elettrotecnico italiano († 2011)
- 1933 - Ludovica Ripa di Meana, scrittrice, drammaturga e poetessa italiana
- 1933 - Ramiro Rodrigues Valente, calciatore brasiliano († 2025)
- 1933 - Massimo Raffaello Scala, militare italiano († 1961)
- 1934 - Mel Carnahan, politico e avvocato statunitense († 2000)
- 1934 - Maryse Condé, scrittrice e giornalista francese († 2024)
- 1934 - Gioacchino Lanza Tomasi, nobile e musicologo italiano († 2023)
- 1934 - Gordon Lish, scrittore statunitense
- 1934 - Tina Louise, attrice, cantante e scrittrice statunitense
- 1934 - Manuel Noriega, generale e politico panamense († 2017)
- 1934 - Francesco Pennisi, compositore italiano († 2000)
- 1934 - John Surtees, pilota motociclistico e pilota automobilistico britannico († 2017)
- 1935 - Romano Alquati, sociologo, attivista e saggista italiano († 2010)
- 1935 - Marcelo Etchegaray, calciatore argentino († 2021)
- 1935 - Rudi Hoffmann, calciatore tedesco († 2020)
- 1935 - Alfonso Hüppi, pittore, designer e scultore tedesco
- 1935 - Delena Kidd, attrice britannica
- 1935 - Giuseppe Lamonica, scacchista italiano
- 1935 - Nerio Neri, scrittore italiano († 2022)
- 1935 - M.C. Reynolds, giocatore di football americano statunitense († 1991)
- 1935 - Gene Vincent, cantante e musicista statunitense († 1971)
- 1936 - Boo Ellis, cestista statunitense († 2010)
- 1936 - Romano Frigieri, calciatore italiano († 2013)
- 1936 - Burt Reynolds, attore statunitense († 2018)
- 1937 - Alessandro Argenton, cavaliere e militare italiano († 2024)
- 1937 - Anders Bodelsen, scrittore danese († 2021)
- 1937 - Greg Noll, surfista statunitense († 2021)
- 1937 - Cēzars Ozers, cestista sovietico († 2023)
- 1937 - Pino Reggiani, pittore italiano († 2022)
- 1937 - Mauro Staccioli, scultore italiano († 2018)
- 1938 - Joey Archer, pugile statunitense († 2025)
- 1938 - Renato Bosatta, ex canottiere italiano
- 1938 - Renée Conan, politica francese († 1992)
- 1938 - Mohamed Gammoudi, ex mezzofondista tunisino
- 1938 - Şengün Kaplanoğlu, ex cestista e allenatore di pallacanestro turco
- 1938 - Boris Majorov, ex hockeista su ghiaccio sovietico
- 1938 - Evgenij Majorov, hockeista su ghiaccio sovietico († 1997)
- 1938 - Edith Mathis, soprano svizzero († 2025)
- 1938 - Bobby Pickett, cantante e attore statunitense († 2007)
- 1938 - Edgardo Roque, ex cestista filippino
- 1938 - Manlio Santanelli, drammaturgo italiano
- 1938 - Cosimo Ventucci, politico italiano
- 1938 - Don S. Williams, produttore cinematografico, regista e attore canadese († 2018)
- 1938 - Simone de Oliveira, cantante e attrice portoghese
- 1939 - Oleg Aleksandrovič Bondarёv, regista sovietico († 2003)
- 1939 - Alcide Cerato, ex ciclista su strada e imprenditore italiano
- 1939 - Rudolf Chmel, politico slovacco
- 1939 - Gerry Goffin, paroliere e cantante statunitense († 2014)
- 1939 - John Heard, ex cestista australiano
- 1939 - Antonio Mancini, pittore e scultore italiano
- 1939 - D'Urville Martin, attore e regista statunitense († 1984)
- 1939 - Fritz-René Müller, vescovo vetero-cattolico svizzero
- 1939 - Giuseppe Nocco, politico italiano
- 1939 - Jane Yolen, scrittrice statunitense
- 1940 - Kinryū Arimoto, attore e doppiatore giapponese († 2019)
- 1940 - Giancarlo Bagnasco, calciatore italiano († 2025)
- 1940 - Andrea Bartoli, allenatore di atletica leggera italiano († 2018)
- 1940 - Wim Bergmans, zoologo olandese († 2018)
- 1940 - Calvin Fowler, cestista statunitense († 2013)
- 1940 - Roberto Galeotti, ex calciatore italiano
- 1940 - Lord Tim Hudson, disc jockey inglese († 2019)
- 1940 - Aldo Trione, politico italiano
- 1941 - Pier Antonio Bellina, presbitero, scrittore e giornalista italiano († 2007)
- 1941 - Rudolf Brunnenmeier, calciatore tedesco († 2003)
- 1941 - Neritan Ceka, archeologo, politico e diplomatico albanese
- 1941 - Marco Fazzi, allenatore di calcio e calciatore italiano († 2017)
- 1941 - Roberto Finzi, storico italiano († 2020)
- 1941 - Franco Freda, terrorista italiano
- 1941 - Rudolf Gähler, violinista tedesco
- 1941 - Sonny Landham, attore statunitense († 2017)
- 1941 - Tat'jana Ljubeckaja, ex schermitrice sovietica
- 1941 - Pierluigi Magnaschi, giornalista italiano
- 1941 - Sérgio Mendes, pianista, compositore e cantante brasiliano († 2024)
- 1941 - Gianfranco Porcelli, linguista italiano
- 1941 - Ulf Sterner, ex hockeista su ghiaccio svedese
- 1941 - Ria Valk, cantante olandese
- 1942 - Gian Corrado Gross, nuotatore e dirigente sportivo italiano († 2016)
- 1942 - Arild Holm, sciatore alpino, allenatore di sci alpino e dirigente sportivo norvegese († 2024)
- 1942 - Mike Markkula, informatico e imprenditore statunitense
- 1942 - Patrick Percival Power, vescovo cattolico australiano
- 1942 - Horacio Verbitsky, giornalista, scrittore e attivista argentino
- 1943 - Joselito, cantante e attore spagnolo
- 1943 - Serge Lama, cantautore francese
- 1943 - Antonio Lopez, illustratore statunitense († 1987)
- 1943 - Pierre Matignon, ciclista su strada francese († 1987)
- 1943 - Alan Rubin, trombettista statunitense († 2011)
- 1943 - Albin Vidović, pallamanista croato († 2018)
- 1943 - George Woods, pesista statunitense († 2022)
- 1944 - Bernie Bickerstaff, ex cestista, allenatore di pallacanestro e dirigente sportivo statunitense
- 1944 - Buddhadeb Dasgupta, regista e sceneggiatore indiano († 2021)
- 1944 - Bill Dearden, allenatore di calcio e ex calciatore inglese
- 1944 - Jung Soseong, scrittore sudcoreano († 2020)
- 1944 - Mike Oxley, politico statunitense († 2016)
- 1944 - Bernard Romain, pittore e scultore francese
- 1944 - Massimo Rosi, nuotatore italiano († 1995)
- 1944 - Joy Williams, scrittrice statunitense
- 1944 - Lordan Zafranović, regista e sceneggiatore croato
- 1945 - Ralph Doubell, ex mezzofondista australiano
- 1945 - Burhan Ghalyun, politico e sociologo siriano
- 1945 - David Karako, calciatore israeliano († 2025)
- 1945 - John O'Rourke, calciatore inglese († 2016)
- 1945 - Pierluigi Ronzani, politico italiano
- 1945 - Michael Scott, informatico e imprenditore statunitense
- 1945 - Kenneth Walsh, ex nuotatore statunitense
- 1946 - Pierre Joly, ex tennista francese
- 1946 - Enrico Menestò, storico italiano
- 1946 - Ian Porterfield, calciatore e allenatore di calcio britannico († 2007)
- 1946 - Giorgio Rondelli, ex mezzofondista e allenatore di atletica leggera italiano
- 1947 - Gerd B. Achenbach, filosofo tedesco
- 1947 - Bruce Bickford, animatore statunitense († 2019)
- 1947 - Brian Capron, attore britannico
- 1947 - Yukio Hatoyama, politico giapponese
- 1947 - Abby Hoffman, ex mezzofondista e dirigente sportiva canadese
- 1947 - Edwin Luisi, attore brasiliano
- 1947 - Diego Masi, politico italiano
- 1947 - Paolo Pellion di Persano, fotografo italiano († 2017)
- 1947 - Derek Shulman, cantante, polistrumentista e produttore discografico britannico
- 1947 - Jerry Wainwright, allenatore di pallacanestro statunitense
- 1948 - Susan Bernard, attrice cinematografica e modella statunitense († 2019)
- 1948 - Lew Morrison, hockeista su ghiaccio canadese († 2023)
- 1948 - Gerhard Wucherer, ex velocista tedesco
- 1948 - Yoshihito, principe Katsura, principe giapponese († 2014)
- 1949 - Chris Bigler, giocatore di poker svizzero
- 1949 - Fernando Castro, ex calciatore colombiano
- 1949 - Sam Sibert, ex cestista statunitense
- 1949 - James Silas, ex cestista statunitense
- 1949 - Fausto Soravia, ex bobbista italiano
- 1950 - Massimo Cavezzali, fumettista italiano († 2023)
- 1950 - Bernardino Fabbian, calciatore italiano († 2023)
- 1950 - Billy James, ex cestista statunitense
- 1950 - Mauri Kunnas, scrittore e fumettista finlandese
- 1950 - Ilinka Mitreva, politica macedone († 2022)
- 1950 - Evgenij Ellinovič Svešnikov, scacchista russo († 2021)
- 1950 - Petr Uličný, allenatore di calcio e ex calciatore ceco
- 1950 - Vaguinho, ex calciatore brasiliano
- 1950 - Sandro Vannucci, giornalista e conduttore televisivo italiano
- 1950 - Paolo Viganò, calciatore italiano († 2014)
- 1951 - Giorgio Campagna, allenatore di calcio e ex calciatore italiano
- 1951 - Cynthia Doerner, ex tennista australiana
- 1951 - Alvin Gardiner, ex tennista australiano
- 1951 - Mike Leavitt, politico statunitense
- 1951 - Aleksandr Makarov, ex giavellottista sovietico
- 1951 - Arno Tausch, politologo austriaco
- 1952 - Ermanno Beccati, ex calciatore italiano
- 1952 - Fausto De Stefani, alpinista italiano
- 1952 - Alberto Elli, ingegnere, orientalista e egittologo italiano
- 1952 - Roderick McKay, scacchista scozzese
- 1952 - Jim O'Brien, ex cestista e allenatore di pallacanestro statunitense
- 1952 - Nancy Stark Smith, ballerina statunitense († 2020)
- 1952 - Marcelo Tubert, attore e doppiatore argentino
- 1952 - Roberta Valtorta, storica italiana
- 1952 - Ludovico Vico, politico italiano († 2021)
- 1953 - Jeb Bush, ex politico e imprenditore statunitense
- 1953 - Dennis Coates, ex siepista e ex mezzofondista britannico
- 1953 - Ol'ga Dvirna, ex mezzofondista sovietica
- 1953 - Nello Greco, ex pallavolista italiano
- 1953 - Andy Mill, ex sciatore alpino statunitense
- 1954 - Gary Barbaro, ex giocatore di football americano statunitense
- 1954 - David Cirici, scrittore e filologo spagnolo
- 1954 - Maurizio Dianese, giornalista e scrittore italiano
- 1954 - Kōnstantinos Kōnstantinou, ex calciatore cipriota
- 1954 - Erika Leonardi, saggista italiana
- 1954 - Jean-Claude Romand, truffatore e serial killer francese
- 1954 - Wesley Strick, sceneggiatore, critico musicale e scrittore statunitense
- 1955 - Claudio Cipolla, vescovo cattolico italiano
- 1955 - Giampiero Di Federico, alpinista e scrittore italiano
- 1955 - Behtash Fariba, allenatore di calcio e ex calciatore iraniano
- 1955 - Anneli Jäätteenmäki, politica finlandese
- 1955 - Giuseppe Mazzafaro, vescovo cattolico italiano
- 1955 - Javier Moro, scrittore e sceneggiatore spagnolo
- 1955 - Dušan Poliačik, ex sollevatore cecoslovacco
- 1955 - Ilona Winter, ex cestista ungherese
- 1956 - Claudio Casadio, politico italiano
- 1956 - Giorgio Cattini, ex cestista italiano
- 1956 - Catherine Hickland, attrice statunitense
- 1956 - H.R., cantante statunitense
- 1956 - Didier Lockwood, violinista francese († 2018)
- 1956 - Song Geum-sun, ex cestista sudcoreana
- 1956 - Mario Trejo, ex calciatore messicano
- 1956 - Gianpietro Zappa, calciatore svizzero († 2005)
- 1957 - Willie Desjardins, allenatore di hockey su ghiaccio e ex hockeista su ghiaccio canadese
- 1957 - Michele Lanzinger, geologo e antropologo italiano
- 1957 - Walter Martos, politico e militare peruviano († 2025)
- 1957 - Bobby Russell, allenatore di calcio e ex calciatore scozzese
- 1957 - Aurelia Sole, ingegnera italiana
- 1957 - David Weller, ex pistard giamaicano
- 1957 - Gennadi Zaichik, scacchista georgiano
- 1958 - Alberto Bica, calciatore uruguaiano († 2021)
- 1958 - Corrado Donadio, ex ciclista su strada italiano
- 1958 - Paulo César Grande, attore e ex pallavolista brasiliano
- 1958 - Pepu Hernández, allenatore di pallacanestro spagnolo
- 1958 - Doc Lawson, ex calciatore e giocatore di calcio a 5 statunitense
- 1958 - Marcello Loprencipe, ex giocatore di football americano e scrittore italiano
- 1958 - Patrizia Miserini, ex nuotatrice italiana
- 1958 - Pino Nazio, giornalista, sociologo e scrittore italiano
- 1958 - Corrado Roi, fumettista e illustratore italiano
- 1958 - Luigi Sementa, poliziotto e generale italiano
- 1958 - Naotoshi Shida, disegnatore giapponese
- 1958 - Jaap Spijkers, attore e regista teatrale olandese
- 1958 - Hiroshi Yoshida, ex calciatore giapponese
- 1959 - Abdullah bin Khalifa Al Thani, politico qatariota
- 1959 - Fausto Borin, allenatore di calcio e ex calciatore italiano
- 1959 - David Coburn, politico e imprenditore britannico
- 1959 - Bradley Cole, attore statunitense
- 1959 - Orazio De Stefano, mafioso italiano
- 1959 - David López-Zubero, ex nuotatore spagnolo
- 1959 - Roberto Moreno, ex pilota automobilistico brasiliano
- 1959 - Rocco Mortelliti, attore, sceneggiatore e regista italiano
- 1959 - René Müller, allenatore di calcio e ex calciatore tedesco orientale
- 1959 - Marco Nicoletti, allenatore di calcio e ex calciatore italiano
- 1960 - Grant Main, ex canottiere canadese
- 1960 - Richard Mastracchio, ex astronauta statunitense
- 1960 - Iván Mieses, ex cestista dominicano
- 1960 - Momus, cantautore, compositore e scrittore scozzese
- 1960 - Frank Nigro, ex hockeista su ghiaccio canadese
- 1960 - Åge Steen, allenatore di calcio e ex calciatore norvegese
- 1961 - Edoardo Barbieri, bibliografo italiano
- 1961 - Armando Bartolazzi, medico e politico italiano
- 1961 - Andy Boulton, chitarrista britannico
- 1961 - Carey Lowell, attrice e ex modella statunitense
- 1961 - Raimondo Marino, dirigente sportivo, allenatore di calcio e ex calciatore italiano
- 1961 - Gustavo Milano, ex rugbista a 15, allenatore di rugby a 15 e dirigente sportivo argentino
- 1961 - Giuseppe Pedersoli, sceneggiatore, produttore cinematografico e produttore televisivo italiano
- 1961 - Hroar Stjernen, dirigente sportivo e ex saltatore con gli sci norvegese
- 1962 - Tammy Baldwin, politica e avvocatessa statunitense
- 1962 - Sylvester Charles, ex cestista americo-verginiano
- 1962 - Sheryl Crow, cantante, compositrice e polistrumentista statunitense
- 1962 - Paal Fjeldstad, ex calciatore norvegese
- 1962 - Diane Franklin, attrice statunitense
- 1962 - Mariana Najdenova, ex cestista bulgara
- 1962 - Viktor Rudyj, ex calciatore ucraino
- 1962 - Marco Santin, conduttore radiofonico italiano
- 1962 - Eric Vanderaerden, dirigente sportivo, ex ciclista su strada e pistard belga
- 1963 - José Mari Bakero, allenatore di calcio e ex calciatore spagnolo
- 1963 - Doug Blair, chitarrista statunitense
- 1963 - Brian Damage, batterista statunitense († 2010)
- 1963 - Massimo Donadi, politico italiano
- 1963 - Ralf Falkenmayer, ex calciatore tedesco
- 1963 - Penka Markova, ex cestista bulgara
- 1963 - Norm Odinga, ex calciatore e ex giocatore di calcio a 5 canadese
- 1963 - Dan Osman, arrampicatore statunitense († 1998)
- 1963 - Marco Santi, artista e restauratore italiano
- 1963 - Kazimierz Sokołowski, ex calciatore polacco
- 1963 - Cvetozar Viktorov, bobbista bulgaro
- 1964 - Adrian Hasler, politico e poliziotto liechtensteinese
- 1964 - Fabrizio Lorieri, allenatore di calcio e ex calciatore italiano
- 1964 - Sarah Palin, politica statunitense
- 1964 - Ken Shamrock, ex wrestler e ex artista marziale misto statunitense
- 1964 - Semir Tuce, ex calciatore jugoslavo
- 1965 - Lucia Albano, politica italiana
- 1965 - Chadžimurad Kamalov, giornalista russo († 2011)
- 1965 - Hiroshi Katō, animatore giapponese
- 1965 - Marcelo Milanesio, ex cestista argentino
- 1965 - Roberto Moya, discobolo cubano († 2020)
- 1965 - Michael Mio Nielsen, ex calciatore danese
- 1965 - Mary O'Neill, ex schermitrice statunitense
- 1965 - Maite Pagazaurtundua, politica spagnola
- 1965 - Álvaro Peña, allenatore di calcio e ex calciatore boliviano
- 1965 - Stepan Poltorak, generale e politico ucraino
- 1965 - Eric Rush, ex rugbista a 15 e avvocato neozelandese
- 1965 - Jacopo Schettini Gherardini, economista italiano
- 1966 - Ugo Biggeri, economista e attivista italiano
- 1966 - Armen Chakmakian, musicista, compositore e produttore discografico statunitense
- 1966 - Cristina Grigoraș, ex ginnasta rumena
- 1966 - Tummas Hansen, ex calciatore faroese
- 1966 - Patrik Kühnen, allenatore di tennis e ex tennista tedesco
- 1966 - Dieudonné M'bala M'bala, comico, cabarettista e attore francese
- 1966 - Federico Sturzenegger, economista e politico argentino
- 1966 - Norimoto Yoda, giocatore di go giapponese
- 1966 - Petra Zindler, ex nuotatrice tedesca occidentale
- 1967 - Gianluca Belardi, attore, autore televisivo e scrittore italiano
- 1967 - Uwe Daßler, ex nuotatore tedesco
- 1967 - Jacob Ewane, ex calciatore camerunese
- 1967 - Ciro Ferrara, allenatore di calcio e ex calciatore italiano
- 1967 - Ladislav Lubina, hockeista su ghiaccio ceco († 2021)
- 1967 - Dyron Nix, cestista statunitense († 2013)
- 1967 - Amedeo Pomilio, ex pallanuotista e allenatore di pallanuoto italiano
- 1967 - Luca Servino, scenografo italiano
- 1968 - Lavinia Agache, ex ginnasta romena
- 1968 - Daniele Belotti, politico italiano
- 1968 - Gil Marques, allenatore di calcio a 5 e ex giocatore di calcio a 5 brasiliano
- 1969 - Jennifer Aniston, attrice e produttrice cinematografica statunitense
- 1969 - Hannu-Pekka Björkman, attore, doppiatore e regista finlandese
- 1969 - Aghvan Grigoryan, sollevatore armeno
- 1969 - Yoshiyuki Hasegawa, ex calciatore giapponese
- 1969 - Andreas Hilfiker, allenatore di calcio e ex calciatore svizzero
- 1969 - Fabrice Josso, attore e doppiatore francese
- 1969 - Vincenzo Montalbano, allenatore di calcio e ex calciatore italiano
- 1969 - Takeshi Obata, fumettista e character designer giapponese
- 1969 - John Salako, allenatore di calcio e ex calciatore nigeriano
- 1969 - Abdelhafid Tasfaout, ex calciatore e ex giocatore di calcio a 5 algerino
- 1969 - Dino Toso, ingegnere italiano († 2008)
- 1970 - Juan Aguirre, musicista spagnolo
- 1970 - Max Ancenay, ex sciatore alpino francese
- 1970 - Luca Bianchini, scrittore, pubblicitario e conduttore radiofonico italiano
- 1970 - Josh Green, politico e medico statunitense
- 1970 - Adolf Hütter, allenatore di calcio e ex calciatore austriaco
- 1970 - Milko Kazanov, ex canoista bulgaro
- 1970 - Reinhard Kleist, fumettista tedesco
- 1970 - Carlo Ricchetti, allenatore di calcio e ex calciatore italiano
- 1970 - Bernardo Segura, ex marciatore messicano
- 1970 - Fredrik Thordendal, chitarrista svedese
- 1970 - Rob Woodall, politico statunitense
- 1971 - Sebastian Barrio, ex attore pornografico francese
- 1971 - Davide Maria Desario, giornalista e scrittore italiano
- 1971 - Mark Draper, ex tennista australiano
- 1971 - Christian Labit, ex rugbista a 15 e allenatore di rugby a 15 francese
- 1971 - Damian Lewis, attore e produttore cinematografico britannico
- 1971 - Darnell Mee, ex cestista statunitense
- 1971 - Samuel Michel, allenatore di calcio e ex calciatore francese
- 1971 - John Parsons, criminale statunitense
- 1971 - Susi Susanti, ex giocatrice di badminton indonesiana
- 1971 - Evan Tanner, artista marziale misto statunitense († 2008)
- 1971 - Linda Wild, ex tennista statunitense
- 1972 - Gaia Aprea, attrice italiana
- 1972 - Giorgio Calcaterra, ultramaratoneta e maratoneta italiano
- 1972 - Diego Cocca, allenatore di calcio e ex calciatore argentino
- 1972 - Gerson Díaz, ex calciatore venezuelano
- 1972 - Marina Ferragut, ex cestista spagnola
- 1972 - Gabriele Grossi, allenatore di calcio e ex calciatore italiano
- 1972 - Markus Happe, ex calciatore tedesco
- 1972 - Benoît Janssen, ex giocatore di calcio a 5 belga
- 1972 - Craig Jones, tastierista statunitense
- 1972 - Billy Lange, allenatore di pallacanestro statunitense
- 1972 - Lisa Martinek, attrice e sceneggiatrice tedesca († 2019)
- 1972 - Steve McManaman, ex calciatore inglese
- 1972 - Kirill Petrenko, direttore d'orchestra russo
- 1972 - Eugenia Rico, scrittrice spagnola
- 1972 - Kelly Slater, surfista statunitense
- 1972 - Vaidotas Šlekys, ex calciatore lituano
- 1972 - Debbie Sporcich, ex cestista statunitense
- 1972 - Rachel Viollet, ex tennista britannica
- 1972 - Noboru Yamaguchi, scrittore giapponese († 2013)
- 1972 - Satoshi Yuki, giocatore di go giapponese
- 1973 - Francesca Cola, ex velocista italiana
- 1973 - Mathias Fredriksson, ex fondista svedese
- 1973 - Hernandez, wrestler statunitense
- 1973 - Ethan Iverson, pianista e compositore statunitense
- 1973 - Jeon Do-yeon, attrice sudcoreana
- 1973 - Michail Solov'ëv, ex cestista e allenatore di pallacanestro russo
- 1973 - Varg Vikernes, cantante e musicista norvegese
- 1973 - Piotr Wadecki, dirigente sportivo e ex ciclista su strada polacco
- 1974 - D'Angelo, cantante, polistrumentista e compositore statunitense
- 1974 - Nick Barmby, ex calciatore, allenatore di calcio e dirigente sportivo inglese
- 1974 - Alexandru Curtianu, allenatore di calcio e ex calciatore moldavo
- 1974 - Saša Gajser, allenatore di calcio e ex calciatore sloveno
- 1974 - Flavio Giampieretti, allenatore di calcio e ex calciatore italiano
- 1974 - Ari Gold, cantautore statunitense († 2021)
- 1974 - Sébastien Hinault, dirigente sportivo e ex ciclista su strada francese
- 1974 - Alex Jones, conduttore radiofonico statunitense
- 1974 - Isaiah Mustafa, ex giocatore di football americano e attore statunitense
- 1974 - Teemu Salo, giocatore di curling finlandese
- 1974 - Jaroslav Špaček, ex hockeista su ghiaccio ceco
- 1974 - Tao Luna, tiratrice a segno cinese
- 1975 - Trine Bakke, ex sciatrice alpina norvegese
- 1975 - Tatiana Basilio, politica italiana
- 1975 - Yumileidi Cumbá, ex pesista cubana
- 1975 - Pedro Emanuel, allenatore di calcio e ex calciatore angolano
- 1975 - Sergio Ferrer, ex cestista cubano
- 1975 - Giuseppe Mangialavori, politico italiano
- 1975 - Matteo Sereni, ex calciatore italiano
- 1975 - Marek Špilár, calciatore slovacco († 2013)
- 1975 - Jacque Vaughn, allenatore di pallacanestro e ex cestista statunitense
- 1976 - Tony Battie, ex cestista statunitense
- 1976 - Simone Billi, politico italiano
- 1976 - Luca Briziarelli, politico italiano
- 1976 - Sha Money XL, produttore discografico e disc jockey statunitense
- 1976 - Alenka Dovžan, ex sciatrice alpina slovena
- 1976 - Allison Feaster, ex cestista statunitense
- 1976 - Peter Hayes, chitarrista statunitense
- 1976 - Alexandra Neldel, attrice e doppiatrice tedesca
- 1976 - Ricardo Pereira, ex calciatore portoghese
- 1976 - Ximena Peña, politica ecuadoriana
- 1976 - Bryce Salvador, ex hockeista su ghiaccio canadese
- 1976 - Lee Walker, giocatore di snooker gallese
- 1976 - Yoo Sun, attrice sudcoreana
- 1976 - Tatsuya Yamaguchi, pilota motociclistico giapponese
- 1977 - Craig Branch, ex sciatore alpino australiano
- 1977 - Raffaele Illiano, ex ciclista su strada italiano
- 1977 - Rogério Mielo, giocatore di calcio a 5 brasiliano
- 1977 - Cataldo Montesanto, ex calciatore italiano
- 1977 - Giannakīs Okkas, allenatore di calcio e ex calciatore cipriota
- 1977 - Mike Shinoda, rapper, cantautore e polistrumentista statunitense
- 1978 - Simon Best, ex rugbista a 15 britannico
- 1978 - Dario Carotenuto, politico italiano
- 1978 - Soe Falimaua, ex calciatore samoano americano
- 1978 - Magda Gomes, modella, stilista e showgirl brasiliana
- 1978 - Michal Kordula, ex calciatore ceco
- 1978 - Roc Marciano, rapper e produttore discografico statunitense
- 1978 - Lymari Nadal, attrice e produttrice cinematografica portoricana
- 1978 - Gerónimo Rauch, attore e cantante argentino
- 1978 - Josef Straka, hockeista su ghiaccio ceco
- 1979 - Rima Abdul-Malak, politica francese
- 1979 - Elton Brand, ex cestista e dirigente sportivo statunitense
- 1979 - Brandy, cantautrice, attrice e personaggio televisivo statunitense
- 1979 - William Camenzuli, ex calciatore maltese
- 1979 - Arnaud Di Pasquale, ex tennista francese
- 1979 - Natalija Isačenko, ex cestista ucraina
- 1979 - Adriano Paolucci, ex pallavolista italiano
- 1979 - Carlotta Quadri, giornalista, conduttrice radiofonica e autrice televisiva italiana
- 1979 - Edgar Schurtz, allenatore di calcio a 5 e giocatore di calcio a 5 brasiliano
- 1979 - Joachim Sørum, ex calciatore norvegese
- 1979 - Mabrouk Zaid, ex calciatore saudita
- 1980 - Mark Bresciano, dirigente sportivo, imprenditore e ex calciatore australiano
- 1980 - André Buengo, ex calciatore angolano
- 1980 - Kristina Cepraga, attrice cinematografica rumena
- 1980 - Jukka Erätuli, ex snowboarder finlandese
- 1980 - Matthew Lawrence, attore statunitense
- 1980 - Pavol Masaryk, calciatore slovacco
- 1980 - Tiaoali Savea, calciatore samoano americano
- 1980 - Theresa Scholze, attrice tedesca
- 1981 - Aritz Aduriz, ex calciatore spagnolo
- 1981 - Juan José Cobo, ex ciclista su strada spagnolo
- 1981 - Jaroslav Levinský, allenatore di tennis e ex tennista ceco
- 1981 - Christian Mair, hockeista su ghiaccio italiano
- 1981 - Edoardo Molinari, golfista italiano
- 1981 - Víctor Pérez, regista, effettista e attore spagnolo
- 1981 - Espen Rian, ex combinatista nordico norvegese
- 1981 - Rim Kun-u, ex calciatore nordcoreano
- 1981 - Sonia Rolland, modella e attrice francese
- 1981 - Kelly Rowland, cantautrice e attrice statunitense
- 1981 - Marco Stella, allenatore di calcio e ex calciatore italiano
- 1981 - Michael Theoklitos, allenatore di calcio e ex calciatore australiano
- 1981 - Shannon Torregrosa, pallavolista statunitense
- 1981 - Wu Wenxiong, sollevatore cinese
- 1982 - Hussain Ali Baba, ex calciatore bahreinita
- 1982 - Daryn Colledge, giocatore di football americano statunitense
- 1982 - Damien Crosse, attore pornografico statunitense
- 1982 - Natalie Dormer, attrice britannica
- 1982 - João Miguel Duarte Afonso, ex calciatore portoghese
- 1982 - Andrea Farri, compositore italiano
- 1982 - Jabari Greer, giocatore di football americano statunitense
- 1982 - Katarína Koščová, cantante slovacca
- 1982 - Boitumelo Mafoko, ex calciatore botswano
- 1982 - Christian Maggio, allenatore di calcio e ex calciatore italiano
- 1982 - Dimitrios Miteloudis, pallanuotista greco
- 1982 - Elsa Mollien, attrice e doppiatrice francese
- 1982 - Hwayobi, cantante sudcoreana
- 1982 - Ricardo Jorge Oliveira Ribeiro Duarte, ex calciatore portoghese
- 1982 - Neil Robertson, giocatore di snooker australiano
- 1982 - Jamie Schaafsma, ex hockeista su ghiaccio canadese
- 1982 - Thomas Wörle, allenatore di calcio e ex calciatore tedesco
- 1982 - Zé Vítor, ex calciatore portoghese
- 1983 - Federico Agliardi, allenatore di calcio e ex calciatore italiano
- 1983 - David Aua, calciatore papuano
- 1983 - Sheri-Ann Brooks, velocista giamaicana
- 1983 - Ian Burchnall, allenatore di calcio inglese
- 1983 - Jeff Chan, cestista filippino
- 1983 - Matt Climie, ex hockeista su ghiaccio canadese
- 1983 - Nicki Clyne, attrice canadese
- 1983 - Congorock, disc jockey e produttore discografico italiano
- 1983 - Jared Isaacman, imprenditore e astronauta statunitense
- 1983 - Magnus Johansen, giocatore di calcio a 5 e calciatore norvegese
- 1983 - Axel Kárason, cestista islandese
- 1983 - Danny Mrwanda, calciatore tanzaniano
- 1983 - Eric Osmundson, ex cestista statunitense
- 1983 - Alessandra Petrucci, ex pallavolista italiana
- 1983 - Hocine Ragued, ex calciatore tunisino
- 1983 - Rick Rickert, ex cestista statunitense
- 1983 - Ronald Ross, allenatore di pallacanestro e ex cestista statunitense
- 1983 - Tihhon Šišov, calciatore estone
- 1983 - David Tarka, ex calciatore australiano
- 1983 - Stephen Thompson, artista marziale misto e kickboxer statunitense
- 1983 - Rafael van der Vaart, allenatore di calcio, dirigente sportivo e ex calciatore olandese
- 1983 - Ladislav Škantár, canoista slovacco
- 1984 - Alice Arcuri, attrice italiana
- 1984 - Tom Ashley, velista neozelandese
- 1984 - Artašes Baġdasaryan, ex calciatore armeno
- 1984 - Roberto Cazzolla Gatti, ecologo e docente italiano
- 1984 - Khaled Kharroubi, ex calciatore francese
- 1984 - Kirill Levnikov, arbitro di calcio russo
- 1984 - Marco Marcato, dirigente sportivo e ex ciclista su strada italiano
- 1984 - Alessandro Masala, youtuber, blogger e opinionista italiano
- 1984 - Aubrey O'Day, cantante, ballerina e stilista statunitense
- 1984 - Tsunenao Sano, ex giocatore di football americano giapponese
- 1984 - Doka Madureira, ex calciatore brasiliano
- 1984 - Maxime Talbot, hockeista su ghiaccio canadese
- 1984 - Alando Tucker, ex cestista statunitense
- 1984 - Bastien Vivès, fumettista francese
- 1985 - Matteo Astarita, pallanuotista italiano
- 1985 - William Beckett, cantante e musicista statunitense
- 1985 - Luka Bogdanović, ex cestista serbo
- 1985 - Sarah Butler, attrice statunitense
- 1985 - Roy Contout, calciatore francese
- 1985 - Casey Dellacqua, allenatrice di tennis e ex tennista australiana
- 1985 - Carola Insolera, supermodella e attrice norvegese
- 1985 - Marianna Iorio, politica italiana
- 1985 - Liridon Leci, ex calciatore albanese
- 1985 - Erick Norales, ex calciatore honduregno
- 1985 - Abu Obaida, militare palestinese
- 1985 - Sébastien Pourcel, pilota motociclistico francese
- 1985 - Líber Quiñones, ex calciatore uruguaiano
- 1985 - Adriana Reverón, modella spagnola
- 1985 - Mike Richards, hockeista su ghiaccio canadese
- 1985 - Mirko Selvaggi, ex ciclista su strada italiano
- 1985 - Šárka Záhrobská, ex sciatrice alpina ceca
- 1986 - Mesaad Al-Hamad, calciatore qatariota
- 1986 - Abu Omar al-Shishani, militare e terrorista georgiano († 2016)
- 1986 - Gabriel Boric, politico cileno
- 1986 - Adrien Chareyre, pilota motociclistico francese
- 1986 - Cheng Ming, arciera cinese
- 1986 - Akwasi Frimpong, skeletonista, ex bobbista e ex velocista ghanese
- 1986 - Henrik Furebotn, ex calciatore norvegese
- 1986 - Katja Jontes, pallavolista slovena
- 1986 - Andrej Kerić, calciatore croato
- 1986 - Kees Luijckx, ex calciatore olandese
- 1986 - Boris Mahon de Monaghan, calciatore francese
- 1986 - Hudson Mohawke, musicista scozzese
- 1986 - Diego Rosende, ex calciatore cileno
- 1986 - Francisco Silva, ex calciatore cileno
- 1986 - Vitinha, calciatore portoghese
- 1987 - Luca Antonelli, ex calciatore italiano
- 1987 - Matt Besler, ex calciatore statunitense
- 1987 - Georgi Božilov, calciatore bulgaro
- 1987 - Ebba Busch, politica svedese
- 1987 - Juanmi Callejón, calciatore spagnolo
- 1987 - José María Callejón, ex calciatore spagnolo
- 1987 - Ellen van Dijk, ciclista su strada e pistard olandese
- 1987 - Kassio Fernandes Magalhães, ex calciatore brasiliano
- 1987 - Beat Feuz, ex sciatore alpino svizzero
- 1987 - Robert Fleßers, ex calciatore tedesco
- 1987 - Michał Gabiński, cestista polacco
- 1987 - Jayden Hayward, rugbista a 15 neozelandese
- 1987 - Lanie Lane, cantautrice e chitarrista australiana
- 1987 - Lamine Kanté, ex cestista francese
- 1987 - Aleksandre K'obakhidze, ex calciatore georgiano
- 1987 - Joško Kovač, ex calciatore croato
- 1987 - Brian Matusz, giocatore di baseball statunitense († 2025)
- 1987 - Ryann O'Toole, golfista statunitense
- 1987 - Diego Santos Oliveira, ex calciatore brasiliano
- 1987 - Jan Smeekens, pattinatore di velocità su ghiaccio olandese
- 1987 - Sun Sovannarith, calciatore cambogiano
- 1987 - Julio Torres, attore, comico e sceneggiatore salvadoregno
- 1987 - Ervin Zukanović, ex calciatore bosniaco
- 1988 - Jacob Banda, calciatore zambiano
- 1988 - Florian Clara, ex slittinista italiano
- 1988 - Carles Coto, ex calciatore spagnolo
- 1988 - Lorenzo D'Ercole, ex cestista italiano
- 1988 - Daniele Federici, allenatore di calcio e ex calciatore italiano
- 1988 - Claudio Herrera, ex calciatore uruguaiano
- 1988 - Junjun, cantante e attrice cinese
- 1988 - Livia Lancelot, pilota motociclistica francese
- 1988 - Micaela Mariani, martellista italiana
- 1988 - Ivan Miličević, calciatore croato
- 1988 - Vlad Moldoveanu, cestista rumeno
- 1988 - Courtnay Pilypaitis, ex cestista e allenatrice di pallacanestro canadese
- 1988 - Andrij Pohrebnjak, schermidore ucraino
- 1988 - Carlos Quintana, calciatore argentino
- 1988 - Jazz Raycole, attrice e ballerina statunitense
- 1988 - Emma Smetana, cantante e attrice ceca
- 1988 - Zoltán Supola, cestista ungherese
- 1988 - Wellington Luís de Sousa, calciatore brasiliano
- 1988 - Doris Willette, schermitrice statunitense
- 1989 - Roman Bugaev, ex calciatore russo
- 1989 - Alexander Büttner, calciatore olandese
- 1989 - Dustin Cook, ex sciatore alpino canadese
- 1989 - Jevon Demming, calciatore anglo-verginiano
- 1989 - Adèle Haenel, attrice e attivista francese
- 1989 - Oleksandr Matvjejev, ex calciatore ucraino
- 1989 - David Michigan, modello e attore francese
- 1989 - Brett Morse, discobolo britannico
- 1989 - Timo Perthel, calciatore tedesco
- 1989 - Bec Rawlings, artista marziale mista australiana
- 1989 - Tomi Sallinen, hockeista su ghiaccio finlandese
- 1989 - Josef de Souza Dias, calciatore brasiliano
- 1989 - Marilyn Strobbe, pallavolista italiana
- 1989 - Maksim Vitus, ex calciatore bielorusso
- 1990 - Javier Aquino, calciatore messicano
- 1990 - Emilia Brodin, calciatrice svedese
- 1990 - Elliott Charles, ex calciatore grenadino
- 1990 - Asia Cruise, cantante statunitense
- 1990 - Tony Dye, ex giocatore di football americano statunitense
- 1990 - Patrick Funk, calciatore tedesco
- 1990 - Go Ara, attrice sudcoreana
- 1990 - Hwang Chan-sung, cantante e attore sudcoreano
- 1990 - Q'orianka Kilcher, attrice e cantante statunitense
- 1990 - Pavlos Kontidīs, velista cipriota
- 1990 - Ettore Mendicino, calciatore italiano
- 1990 - Rahim Moore, giocatore di football americano statunitense
- 1990 - Kareem Moses, calciatore trinidadiano
- 1990 - Alessandro Pittin, combinatista nordico italiano
- 1990 - Giorgio Piunti, cestista italiano
- 1990 - Catherine Skinner, tiratrice a volo australiana
- 1990 - Darko Stojanov, calciatore macedone
- 1990 - Joe Tomane, rugbista a 13 e rugbista a 15 australiano
- 1990 - Carlo Valdes, bobbista statunitense
- 1991 - Hilal Altınbilek, attrice e modella turca
- 1991 - Darwin Andrade, calciatore colombiano
- 1991 - Stepan Andrjukov, pallanuotista russo
- 1991 - Vitalis Chikoko, cestista zimbabwese
- 1991 - Lauren Cook, pallavolista statunitense
- 1991 - Guillermo Ferracuti, calciatore argentino
- 1991 - Jordan Forsythe, calciatore nordirlandese
- 1991 - Kate French, ex pentatleta britannica
- 1991 - Dmitrij Kokarev, nuotatore russo
- 1991 - Laurent Duvernay-Tardif, giocatore di football americano canadese
- 1991 - Juho Lähde, ex calciatore finlandese
- 1991 - Georgia May Foote, attrice britannica
- 1991 - Nikola Mirotić, cestista montenegrino
- 1991 - Jari Monferone, ex hockeista su ghiaccio italiano
- 1991 - Takahito Mura, ex pattinatore artistico su ghiaccio giapponese
- 1991 - Nazrul Nazari, calciatore singaporiano
- 1991 - Edson Ndoniema, ex cestista angolano
- 1991 - Jake Odum, allenatore di pallacanestro e ex cestista statunitense
- 1991 - Milan Pavlović, giocatore di football americano serbo
- 1991 - Nicola Pesaresi, pallavolista italiano
- 1991 - Óscar Plano, calciatore spagnolo
- 1991 - D.J. Richardson, ex cestista statunitense
- 1991 - Seo Eun-woo, attrice sudcoreana
- 1991 - Shanina Shaik, supermodella australiana
- 1991 - Adrian Stoian, ex calciatore rumeno
- 1991 - Yannis Tafer, calciatore algerino
- 1991 - Sebastián Velásquez, calciatore colombiano
- 1991 - Zhang Yichan, pallavolista cinese
- 1992 - Yannick Aguemon, calciatore beninese
- 1992 - Christopher Avevor, calciatore tedesco
- 1992 - Rubén Belima, ex calciatore spagnolo
- 1992 - Wayne Blackshear, cestista statunitense
- 1992 - Kabaso Chongo, calciatore zambiano
- 1992 - Cheick Diarra, calciatore maliano
- 1992 - Filippo Falco, calciatore italiano
- 1992 - Georgia Groome, attrice britannica
- 1992 - He Chao, tuffatore cinese
- 1992 - Giorgi Kimadze, calciatore georgiano
- 1992 - Louis Labeyrie, cestista francese
- 1992 - Taylor Lautner, attore statunitense
- 1992 - Lasse Norman Leth, pistard e ciclista su strada danese
- 1992 - Jake Matthews, giocatore di football americano statunitense
- 1992 - Ricardo Morris, calciatore giamaicano
- 1992 - Harry Novillo, calciatore francese
- 1992 - Priska Nufer, sciatrice alpina svizzera
- 1992 - Juanto Ortuño, calciatore spagnolo
- 1992 - Elena Maria Petrini, triatleta italiana
- 1992 - Rafael Freire Luz, cestista brasiliano
- 1992 - Oscar Ribera, calciatore boliviano
- 1992 - Chris Smith, giocatore di football americano statunitense († 2023)
- 1992 - Thomas Turgoose, attore britannico
- 1992 - Andrej Vasil'ev, calciatore russo
- 1993 - Nitro, rapper italiano
- 1993 - Igor Dima, ex calciatore moldavo
- 1993 - Houari Ferhani, calciatore algerino
- 1993 - Omar Fernández, calciatore colombiano
- 1993 - Douglas Mineiro, calciatore brasiliano
- 1993 - Karl Geiger, saltatore con gli sci tedesco
- 1993 - Ian González, calciatore spagnolo
- 1993 - Pëtr Jan, artista marziale misto russo
- 1993 - Monifa Jansen, modella olandese
- 1993 - Seifeddine Jaziri, calciatore tunisino
- 1993 - Gidi Kanyuk, calciatore israeliano
- 1993 - Anne Marie Laursen, arciere danese
- 1993 - Hörður Magnússon, calciatore islandese
- 1993 - Ben McLemore, cestista statunitense
- 1993 - Pape Seydou N'Diaye, calciatore senegalese
- 1993 - Micol Olivieri, attrice italiana
- 1993 - Carola Saletta, hockeista su ghiaccio e hockeista in-line italiana
- 1993 - Mustafa Saymak, calciatore olandese
- 1993 - Nacho Sánchez, calciatore spagnolo
- 1993 - Alejandro Vigil, pallavolista spagnolo
- 1993 - Benhamadi Ybnou Charaf, ex calciatore comoriano
- 1993 - Thiago Primão, calciatore brasiliano
- 1993 - Merel van Dongen, calciatrice olandese
- 1994 - Ismahil Akinade, calciatore nigeriano
- 1994 - Dylan Arnold, attore statunitense
- 1994 - Florian Bauer, bobbista e ex velocista tedesco
- 1994 - Marco Bortolato, martellista italiano
- 1994 - Amida Brimah, cestista ghanese
- 1994 - Luca Garritano, calciatore italiano
- 1994 - João Grosso, cestista portoghese
- 1994 - Dominic Janes, attore statunitense
- 1994 - Amund Grøndahl Jansen, ciclista su strada norvegese
- 1994 - Ali Karimi, calciatore iraniano
- 1994 - Jayron Kearse, giocatore di football americano statunitense
- 1994 - Murda Beatz, produttore discografico, beatmaker e disc jockey canadese
- 1994 - Anfernee Lopena, velocista filippino
- 1994 - Alexandre Guedes, calciatore portoghese
- 1994 - Andreas Petropoulos, cestista greco
- 1994 - Musashi Suzuki, calciatore giapponese
- 1994 - Dansby Swanson, giocatore di baseball statunitense
- 1994 - Simmaco Tartaglione, pallavolista italiano
- 1994 - Joel Untersee, ex calciatore sudafricano
- 1994 - Rodrigo Vasconcelos Oliveira, calciatore brasiliano
- 1994 - Wang Shun, nuotatore cinese
- 1994 - Benjaloud Youssouf, calciatore comoriano
- 1994 - Roman Zobnin, calciatore russo
- 1995 - Clifford Aboagye, calciatore ghanese
- 1995 - Asier Benito, calciatore spagnolo
- 1995 - Michael Blauensteiner, calciatore austriaco
- 1995 - Jacobi Boykins, cestista statunitense
- 1995 - Mathias Greve, calciatore danese
- 1995 - Luke Humphries, giocatore di freccette inglese
- 1995 - Rick Karsdorp, calciatore olandese
- 1995 - Jonathan Mor, cestista israeliano
- 1995 - Maciej Musiał, attore e doppiatore polacco
- 1995 - Chivv, rapper olandese
- 1995 - Dīmītrīs Popovits, calciatore greco
- 1995 - Elijah Qualls, giocatore di football americano statunitense
- 1995 - Franco Romero, calciatore uruguaiano
- 1995 - Emaxwell Souza de Lima, calciatore brasiliano
- 1995 - Yang Zhaoxuan, tennista cinese
- 1995 - Hansel Zapata, calciatore colombiano
- 1995 - Milan Škriniar, calciatore slovacco
- 1996 - Claudia Galassi, calciatrice italiana
- 1996 - Daniil Medvedev, tennista russo
- 1996 - Michael Murillo, calciatore panamense
- 1996 - Ancoub Mze Ali, calciatore francese
- 1996 - Yakou Méïté, calciatore ivoriano
- 1996 - Joris Nieuwenhuis, ciclista su strada e ciclocrossista olandese
- 1996 - Felix Platte, calciatore tedesco
- 1996 - Daniela Rathana, cantante svedese
- 1996 - Jack Salt, ex cestista neozelandese
- 1996 - Miladin Stevanović, calciatore serbo
- 1996 - Jonathan Tah, calciatore tedesco
- 1996 - Lucas Torreira, calciatore uruguaiano
- 1996 - Jan Niklas Wimberg, cestista tedesco
- 1996 - Klāvs Čavars, cestista lettone
- 1997 - Víctor Ábrego, calciatore boliviano
- 1997 - Lorena Baumann, calciatrice svizzera
- 1997 - Khundi Panda, rapper sudcoreano
- 1997 - Chelsea Cutler, cantautrice statunitense
- 1997 - David Faupala, ex calciatore francese
- 1997 - Damien Harris, ex giocatore di football americano statunitense
- 1997 - Mike Hughes, giocatore di football americano statunitense
- 1997 - Hubert Hurkacz, tennista polacco
- 1997 - Ignacio Jara, calciatore cileno
- 1997 - Carmen Juárez, nuotatrice artistica spagnola
- 1997 - Patrick Kammerbauer, calciatore tedesco
- 1997 - Karlo Letica, calciatore croato
- 1997 - Jojo Maronttinni, cantante e personaggio televisivo brasiliana
- 1997 - Nasty C, rapper e cantante sudafricano
- 1997 - Rosé, cantautrice neozelandese
- 1997 - Elina Rodríguez, pallavolista argentina
- 1997 - Daniel Rosenbaum, cestista statunitense
- 1997 - Matt Ryan, cestista statunitense
- 1997 - Alessia Scortechini, nuotatrice italiana
- 1997 - Zavier Simpson, cestista statunitense
- 1997 - Amanda Tampieri, calciatrice italiana
- 1997 - Deionte Thompson, giocatore di football americano statunitense
- 1997 - Filip Uremović, calciatore croato
- 1997 - Lisa Vicari, attrice tedesca
- 1997 - Mateusz Wieteska, calciatore polacco
- 1997 - Ekrem Öztürk, lottatore turco
- 1998 - Jason Chikere, giocatore di football americano tedesco
- 1998 - Carel Eiting, calciatore olandese
- 1998 - Felix Götze, calciatore tedesco
- 1998 - Andy Scott Harris, attore ucraino
- 1998 - Josh Jacobs, giocatore di football americano statunitense
- 1998 - Jhojan Julio, calciatore ecuadoriano
- 1998 - Niklas Kaul, multiplista tedesco
- 1998 - Garance Marillier, attrice francese
- 1998 - Malte Amundsen, calciatore danese
- 1998 - Adrian Petre, calciatore rumeno
- 1998 - Khalid, cantautore statunitense
- 1998 - Matheusinho, calciatore brasiliano
- 1998 - Lauren Tsai, attrice, modella e illustratrice statunitense
- 1998 - Tömör-Ochiryn Tulga, lottatore mongolo
- 1998 - Petar Višić, pallavolista croato
- 1998 - Olivia Welch, attrice statunitense
- 1998 - Giorgia Zannoni, pallavolista italiana
- 1999 - Hannah Cain, calciatrice inglese
- 1999 - Nicolás Cardona, calciatore portoricano
- 1999 - Imad Faraj, calciatore francese
- 1999 - Davide Gardini, pallavolista italiano
- 1999 - Julio Herrera, calciatore boliviano
- 1999 - Candace Hill, velocista statunitense
- 1999 - Ed Ingram, giocatore di football americano statunitense
- 1999 - Tajion Jones, cestista statunitense
- 1999 - Andrij Lunin, calciatore ucraino
- 1999 - Sergej Širobokov, marciatore russo
- 1999 - Bryan Soumaré, calciatore francese
- 1999 - Kyōsuke Tagawa, calciatore giapponese
- 1999 - Sofia Trimarco, modella italiana
- 2000 - Agustín Almendra, calciatore argentino
- 2000 - Tommycassi, comico, attore e youtuber italiano
- 2000 - José Fontán, calciatore spagnolo
- 2000 - Niklas Geyrhofer, calciatore austriaco
- 2000 - Sebastián González, calciatore uruguaiano
- 2000 - Dogucan Haspolat, calciatore turco
- 2000 - Sean Hollander, slittinista statunitense
- 2000 - Nassir Little, cestista statunitense
- 2000 - Francisco Madinga, calciatore malawiano
- 2000 - Abhimanyu Puranik, scacchista indiano
- 2000 - Will Smallbone, calciatore inglese

## XXI secolo(32)
- 2001 - Louicius Don Deedson, calciatore haitiano
- 2001 - Carlos Domínguez Cáceres, calciatore spagnolo
- 2001 - Gabriel Pec, calciatore brasiliano
- 2001 - Bryan Gil, calciatore spagnolo
- 2001 - Adam Idah, calciatore irlandese
- 2001 - Diamond Miller, cestista statunitense
- 2001 - Nehemiah Pritchett, giocatore di football americano statunitense
- 2002 - Matías Galarza, calciatore paraguaiano
- 2002 - Anis Hadj Moussa, calciatore algerino
- 2002 - Liam Lawson, pilota automobilistico neozelandese
- 2002 - Gustavo Marins, calciatore brasiliano
- 2002 - Ryūji Miura, ostacolista giapponese
- 2002 - Nika Murovec, sciatrice alpina slovena
- 2002 - Alexis Piegas, calciatore uruguaiano
- 2003 - Ian Luccas, calciatore brasiliano
- 2003 - Alfredo Boglio, cestista italiano
- 2003 - Luka Cvetićanin, calciatore serbo
- 2003 - Ronald Falkoski, calciatore brasiliano
- 2003 - Matija Frigan, calciatore croato
- 2003 - Lisanne Gräwe, calciatrice tedesca
- 2003 - Ilyes Hamache, calciatore francese
- 2003 - Juan Pablo Ludueña, calciatore argentino
- 2003 - Joel Silva, calciatore portoghese
- 2003 - Beatrice Sola, sciatrice alpina italiana
- 2003 - Casper Winther, calciatore danese
- 2004 - Martim Marques, calciatore portoghese
- 2004 - Dion Kacuri, calciatore svizzero
- 2004 - Jan Lucumí, calciatore colombiano
- 2004 - Víctor Ríos, calciatore messicano
- 2004 - Thiniba Samoura, calciatrice francese
- 2004 - Bohdan Sljubyk, calciatore ucraino
- 2009 - Ghizal Akbar, nuotatrice artistica statunitense

## Senza anno specificato(2)
- Shinobu Gotō, scrittrice giapponese
- Shun Matsuena, fumettista giapponese